# Нове життя Василини Павлівни
«Нове життя Василини Павлівни» — український романтично-комедійний телесеріал, прем’єра якого відбулася 11 листопада 2019 року на телеканалі ТЕТ.

## Сюжет
Вчителька з невеликого українського містечка Осинівка — Василина Павлівна випадково стає свідком сутички, внаслідок якої пара злочинців вбивають один одного. Василина Павлівна помічає сріблястий кейс, набитий новими купюрами. У свої 35 років жінка здійснює перший у своєму житті необдуманий вчинок — залишає собі кейс з грошима. Але цей серіал не про гроші, а про те, як люди недооцінюють себе і відмовляються ризикувати.

## У ролях
- Ольга Жуковцова-Кияшко — Василина Павлівна Грищук
- Михайло Кукуюк — Григорій «Чорнослив»
- В'ячеслав Василюк — Валерій Грищук
- Ірина Кудашова — Уля Грищук
- Олександр Степаненко — Мішка Грищук
- Тетяна Міхіна — Яніна
- Яків Ткаченко — Стефан
- Юрій Ребрик — Мер Тарасюк
- Дмитро Сав'яненко — Спецагент Сидякін
- Валерія Товстолєс — Діана Тарасюк
- Єгор Пилипчук — Бодя
- Володимир Гончаров — Павло
- Дмитро Палєєв-Барманський — Начальник поліції

## Виробництво
Автор ідеї Дмитро Сав'яненко. Виробництво серіалу «1+1 Продакшн» на замовлення телеканалу ТЕТ. Зйомки проходили у 2019 році.